# Steve Reich
Steve Reich, celým jménem Stephen Michael Reich, (* 3. října 1936, město New York, USA) je americký hudební skladatel. Je považován za průkopníka minimalismu v hudbě, ačkoliv ani zdaleka netvoří výlučně minimalistické skladby. Vyvinul několik vlivných kompozičních postupů, např. fázování (jedná se o techniku, při které dva nástroje hrají tentýž part, jeden ve stálém tempu a druhý stále rychleji, až nakonec druhý nástroj předběhne první nástroj o celou fázi a tím ho vlastně opět jakoby „dožene“ o jednu fázi napřed) a použití magnetofonových záznamů. Podle deníku The Guardian je jedním z mála žijících skladatelů, kteří údajně „změnili běh hudebních dějin“. V roce 2012 byl oceněn newyorským kulturním zařízením The Kitchen.

## Díla (výběr)
- It's Gonna Rain - páska (1965)
- Come Out - páska (1966)
- Piano Phase - pro dva klavíry nebo dvě marimby (1967)
- Violin Phase - pro housle a čtyři housle na pásce (1967)
- Four Organs (1971) [2]
- Music for 18 Musicians (1974–1976)
- Music for a Large Ensemble (1978)
- Octet (1979)
- Tehillim pro vokály a soubor - zhudebnění žalmů v hebrejštině (1981)
- Different Trains pro smyčcové kvarteto a magnetofonovou pásku - hudební skladba na téma holokaustu (1988) - Cena Grammy za nejlepší současnou klasickou hudební skladbu 1989
- The Cave pro čtyři hlasy, ansámbl a video (1993)
- Duet dvoje housle a smyčcový soubor (1993, věnováno Yehudimu Menuhinovi)
- Nagoya Marimbas pro dvě marimby (1994)
- City Life pro ozvučený ansámbl (1995)
- Proverb (1995, text Ludwig Wittgenstein)
- Triple Quartet (1998)
- Know What Is Above You pro 4 ženské hlasy a 2 tamburíny (1999)
- Three Tales pro videoprojekci, 5 hlasů a instrumentální soubor (1998–2002)
- Double Sextet (2007) - Pulitzerova cena 2009
- 2×5 for 2 drum sets, 2 pianos, 4 electric guitars and 2 bass guitars (2008)
- Mallet Quartet for 2 marimbas and 2 vibraphones or 4 marimbas (or solo percussion and tape) (2009)
- WTC 9/11 for string quartet and tape (2010)
- Finishing the Hat for two pianos (2011)
- Radio Rewrite for ensemble (2012)
- Quartet for two vibraphones and two pianos (2013)
- Pulse for winds, strings, piano and electric bass (2015)
- Runner for large ensemble (2016)
- Music for Ensemble and Orchestra (2018)
- Reich/Richter for large ensemble (2019)
- Traveler's Prayer (2020)